# Stadsdelspolitiker
Stadsdelspolitiker kallas fritidspolitiker som har kommunalpolitiska uppdrag i stadsdelsnämnder, som är kommunala nämnder. Därför kan de även benämnas som kommundelspolitiker eller bara kommunpolitiker. Dock kan kommunpolitiker även vara heltidspolitiker.